# Sasa Todosijevic
Sasa Todosijevic, född 30 juli 1980 i Eskilstuna, är en svensk tidigare handbollsspelare (mittnia). 

## Klubbar
- IK City (–1996)
- IF Guif (1996–2005)
  - →  IFK Kristianstad (lån, 2003–2004)
- Nit-Hak HK (2005–2006)
- IF Guif (2006–2008)
- HC Empor Rostock (2008–2011)
- VfL Bad Schwartau (2011–2012)
- HC Empor Rostock (2012–2013)
- H43 Lund (2013–2014)
- SV Henstedt-Ulzburg (2014–2015)
- VfL Fredenbeck (2015–2017)